# 西謝齊 (紐約州)
西謝齊（英語：West Chazy）是位於美國紐約州克林頓縣的普查規定居民點。

## 人口
根據2020年美國人口普查的數據，西謝齊的面積為4.86平方千米，皆為陸地。當地共有人口558人，而人口密度為每平方千米114.81人。